# Онишковецька сільська рада
Онишкове́цька сільська́ ра́да — адміністративно-територіальна одиниця та орган місцевого самоврядування в Шумському районі Тернопільської області. Адміністративний центр — село Онишківці.

## Загальні відомості
- Населення ради: 665 осіб (станом на 2001 рік)

## Населені пункти
Сільській раді підпорядковані населені пункти:
- с. Онишківці

## Склад ради
Рада складається з 14 депутатів та голови.
- Голова ради: Хвесюк Іван Мелентійович
- Секретар ради: Коваль Ганна Адамівна

### Керівний склад попередніх скликань
| Прізвище, ім'я, по батькові  | Основні відомості                                                          | Дата обрання | Дата звільнення |
| ---------------------------- | -------------------------------------------------------------------------- | ------------ | --------------- |
| Мельник Володимир Васильович | Сільський голова, 1952 року народження, член Соціалістичної партії України | 26.03.2006   | 31.10.2010      |
| Хвесюк Іван Мелентійович     | Сільський голова, 1967 року народження, освіта вища, безпартійний          | 31.10.2010   |                 |

Примітка: таблиця складена за даними сайту Верховної Ради України

### Депутати
За результатами місцевих виборів 2010 року депутатами ради стали:

#### За суб'єктами висування
| Суб'єкт висування          | Кількість обраних депутатів | %    |
| -------------------------- | --------------------------- | ---- |
| Самовисування              | 12                          | 85,7 |
| Громадянська партія «Пора» | 1                           | 7,1  |
| Українська Народна Партія  | 1                           | 7,1  |

#### За округами
| № округу                   | Прізвище, ім'я, по батькові       | Дата визнання обраним | Освіта           | Партійна приналежність | Відомості про обраного депутата                                  |
| -------------------------- | --------------------------------- | --------------------- | ---------------- | ---------------------- | ---------------------------------------------------------------- |
| Громадянська партія «ПОРА» |                                   |                       |                  |                        |                                                                  |
| 10                         | Киричук Руслана Миколаївна        | 04.11.2010            | вища             | позапартійна           | Онишковецька с/рада, бухгалтер                                   |
| Українська Народна Партія  |                                   |                       |                  |                        |                                                                  |
| 5                          | Михальчук Людмила Володимирівна   | 04.11.2010            | середня          | позапартійна           | ВААТ-2065, операто-диспетч                                       |
| Самовисування              |                                   |                       |                  |                        |                                                                  |
| 1                          | Новаковська Юлія Василівна        | 04.11.2010            | середня          | позапартійна           | фельдшерсько-акушерський пункт с. Онишкіці, завідуюч             |
| 2                          | Мартинюк Марія Богданівна         | 04.11.2010            | вища             | позапартійна           | ЦРДБ, завідуюч                                                   |
| 3                          | Лукащук Михайло Борисович         | 04.11.2010            | вища             | позапартійний          | КП Шумськ БТІ, технік                                            |
| 4                          | Казмірук Михайло Володимирович    | 04.11.2010            | середня          | позапартійний          | тимчасово не працює                                              |
| 6                          | Олексюк Ніна Леонідівна           | 04.11.2010            | вища             | позапартійна           | Онишковецький НВК, вчитель                                       |
| 7                          | Дужик Андрій Васильович           | 04.11.2010            | вища             | позапартійний          | Шумс.земельний відділ, гол.спеціаліст                            |
| 8                          | Олексюк Михайло Федорович         | 04.11.2010            | незакінчена вища | позапартійний          | Тернопільський педінститут, студент                              |
| 9                          | Заблоцький Василь Леонтійович     | 03.01.2011            | вища             | позапартійний          | Відділ зх питань освіти Шумської РДА, спеціаліст з охорони праці |
| 11                         | Дем'янова Мирослава Олександрівна | 04.11.2010            | вища             | позапартійна           | Онишковецький НВК, директор                                      |
| 12                         | Коваль Галина Адамівна            | 04.11.2010            | вища             | позапартійна           | Онишковецька с/рада, секретар                                    |
| 13                         | Солтис Микола Миколайович         | 04.11.2010            | вища             | позапартійний          | УДК у Шумському р-ні, нач.від.видатків                           |
| 14                         | Бондар Леонід Володимирович       | 04.11.2010            | вища             | позапартійний          | тимчасово не працює                                              |